# 小玉蟹
小玉蟹（学名：Leucosia minuta）为玉蟹科玉蟹属的动物。在中国大陆，分布于南沙群岛等地，生活环境为海水，多见于水深56米以及底质泥质沙。其生存的海拔上限为-56米。该物种的模式产地在南沙群岛。